# Dag Allemaal
Dag Allemaal is een Vlaams weekblad en wordt uitgegeven door DPG Media. Algemeen directeur is Koen Verwee en hoofdredactrice is An Meskens.
Dag Allemaal heeft een wekelijks bereik van 1,79 miljoen lezers en daarmee is het het grootste weekblad in Vlaanderen. Het blad werd in 19 november 1984 gelanceerd door Guido Van Liefferinge, die er tot 2000 de leiding over had. "Dag Allemaal mag dan wel een populair blad zijn, het drijft op enkele regels: het behoeden van de democratie, het promoten van verdraagzaamheid en gelijkheid, opkomen voor de minderbedeelden, strijden tegen het racisme" (de stichter in de FET van 6 mei 2000).
Dag Allemaal verschijnt elke dinsdag. Het blad behandelt voornamelijk showbizz- en televisienieuws. Ook zit er tegenwoordig een Dag Kids-bijlage in. Dag Kids is een project in samenwerking met Studio 100. Wekelijks verschijnen vier pagina's met spelletjes, verhalen en wedstrijden. Cabaretier Geert Hoste heeft er sinds 2000 een column 'De Geheime Dagboeken'. Striptekenaar Marec maakt de slotcartoon. Schrijfster Veronique Puts heeft er een column over haar katten Pernod en Cootje.
Dag Allemaal is niet alleen in Vlaanderen te koop. Ook in Nederland, Spanje en andere landen waar veel Belgen wonen of op vakantie gaan is Dag Allemaal verkrijgbaar. De prijzen variëren per land.

## Kritiek
Uit verschillende hoeken werd al kritiek geuit op de aanpak van Dag Allemaal, waarbij reporters dreigen roddels af te drukken indien de bekende Vlaming in kwestie niet wil meewerken. Dit zou bijvoorbeeld het geval geweest zijn bij de zaak Rik Daems, al werd de klacht die hij indiende tegen het weekblad nadien ongegrond verklaard door de Raad voor de Journalistiek. Hoofdredactrice Ilse Beyers weigerde later mee te werken aan de Panoramareportage 'Zero Privacy', over hoe ver de pers gaat om in het privéleven van politici in te breken, waarin onder andere Rik Daems aan het woord komt. Onder andere Ann Van Elsen en Ilse Van Hoecke weigeren om nog met Dag Allemaal te praten.
Later kwam nog aan het licht dat ze een volledig artikel over Danny Fabry verzonnen had. In het artikel werd gezegd dat hij opnieuw vader zou worden, nadat er op een website gepost was dat er gezinsuitbreiding kwam, maar enkele dagen nadat het blad in de winkelrekken kwam, kwam aan het licht dat dit volledig uit de lucht gegrepen was. Het zou om de kat gegaan hebben.
In 2013 maakte het blad bekend op de voorpagina dat Luk Wyns grootvader zou worden. Elsie Morais, die jaren een koppel vormde met zoon Jonas Wyns, had op dat moment reeds een nieuwe relatie. "Dag Allemaal" had het nieuws echter zonder enige verificatie de wereld ingestuurd. In een lange opinietekst op de nieuwssite van Apache trok oprichter Guido Van Liefferinge in 2010 zelf van leer tegen wat hij "de gestoorde geesten van de populaire bladen" noemde. "Eén gevoel overheerst: walging. In enkele jaren tijd zijn een aantal populaire bladen in het algemeen en Dag Allemaal in het bijzonder verworden tot schandaalbladen die met hun ongeremde ‘onthullingsjournalistiek’ tot op het niveau van de straatriolen zijn beland. Ze hebben de grenzen overschreden van wat een democratische samenleving kan hebben."

## Hoofdredacteurs
| Land            | Naam                  | Periode   | Opmerkingen |
| --------------- | --------------------- | --------- | ----------- |
| Vlag van België | Guido Van Liefferinge | 1984-2000 |             |
| Vlag van België | Vic Dennis            | 2000-2003 |             |
| Vlag van België | Ilse Beyers           | 2003-2015 |             |
| Vlag van België | Ditte Van de Velde    | 2015-2017 |             |
| Vlag van België | Klaus Van Isacker     | 2018-2019 |             |
| Vlag van België | An Meskens            | 2017-…    |             |